# تلداو
تلداو (به آلمانی: Teldau) یک شهر در آلمان است که در لودویگسلوست-پارشیم واقع شده‌است. تلداو ۸۷۴ نفر جمعیت دارد.